# Fotopedia
Fotopedia fue una enciclopedia colaborativa de fotografías que, hasta agosto de 2011, había generado más de 51 000 artículos y vinculado a más de 755 000 imágenes.
Fotopedia fue lanzada en junio de 2009 por 5 exempleados de Apple: Jean-Marie Hullot, Guiheneuf Bertrand, Manuel Colom, Maury Sébastien y Gutknecht Olivier. 
Los usuarios pueden crear foto-artículos que se complementan con información de Wikipedia y Google Maps.  Se puede agregar un número limitado de fotos por día lo que favorece la selección imágenes de alta calidad.
El abanico de temas varía desde un lugar específico, bandas de música, especies biológicas, países y personas famosas. Además de tomar parte en la enciclopedia, los fotógrafos profesionales y aficionados pueden crear álbumes para mostrar sus creaciones, usar artículos de Wikipedia para añadir contexto y hacer publicidad de los álbumes más populares. Fotopedia actúa como red social, mediante una página de usuario y la posibilidad de interactuar con otros usuarios y contenidos.
Fotopedia apoya las licencias de Creative Commons lo que permite que algunas fotos puedan ser reutilizadas. Joi Ito, CEO de Creative Commons es un miembro de la junta ejecutiva.